# Sauvigny-les-Bois
Sauvigny-les-Bois é uma comuna francesa na região administrativa de Borgonha-Franco-Condado, no departamento Nièvre. Estende-se por uma área de 29,46 km². Em 2010 a comuna tinha 1 478 habitantes (densidade: 50,2 hab./km²).